# Discocyrtus pectinifemur
Discocyrtus pectinifemur is een hooiwagen uit de familie Gonyleptidae.